# Мехмед Сабри паша
Мехмед Сабри паша (на турски: Mehmed Sabri Paşa) е османски офицер и чиновник.

## Биография
От юни 1867 до март 1868 година е валия на Айдънския вилает в Смирна. От март до декември 1868 година е валия на Дунавския вилает в Русе. При управлението му в Русе се налага да се справя с нахлуването на Четата на Хаджи Димитър и Стефан Караджа.
През февруари 1869 година Мехмед Сабри паша наследява пробългарски настроения Мехмед Акиф паша Арнавуд като валия на Солунския вилает. Подкупен от гърците, Сабри паша под предлог икономии съкращава страниците на български и ладински на вилаетския вестник „Солун“. Управлението му в Солун е свързано с модернизирането на градската среда. Разрушена е част от старата солунска крепостна стена край брега, включително и Вардар капия (Вардарската порта), прокарани са нови улици, разширено е пристанището. Една от главните улици на Солун по-късно е наречена на негово име (след 1913 г. – улица „Венизелос“).
Между август 1876 и януари 1878 година отново е валия в Смирна. Между февруари 1878 и януари 1879 е валия в Триполи. Умира в 1879 година.